# Шехтман, Исай Абрамович
Исай Абрамович Шехтман (1925—1994) — советский учёный, специалист в области радиофизики, физики и техники СВЧ, доктор технических наук, профессор Новосибирского электро-технического института.

## Биография
Родился в городе Орша Витебской области. Во время Великой Отечественной войны в декабре 1944 года был призван, проходил обучение в танковом училище, демобилизован в ноябре 1945. Закончил Московский энергетический институт, там же в 1952 году защитил кандидатскую диссертацию, тема «Измерение резонансного эффекта в ферромагнетиках на сантиметровых волнах вблизи точки Кюри». В дальнейшем работал по распределению в НИИ управления радиотехнической промышленности (УРТП — Саратовский НИИ машиностроения, п/я 28).
С 1963 года был приглашён Г. И. Будкером и работал в Институте ядерной физики СОАН СССР. Занимался разработкой мощных генераторов СВЧ диапазона для ускоряющих резонаторов электрон-позитронных накопителей и коллайдеров. Был одним из ключевых изобретателей и разработчиков гирокона — мощного электровакуумного СВЧ усилителя с круговой развёрткой электронного пучка.
Исследовал методы подавления мультипакторного разряда и электро-механические колебания стенок ВЧ-резонаторов, а также условия продольной устойчивости колебаний сгустка, нагружающего резонатор, с учётом затухания Ландау.
В 1986 году защитил диссертацию доктора технических наук на тему «Мощные высокочастотные системы электрон-позитронных накопителей».
На протяжении 25 лет преподавал на кафедре электрофизических установок и ускорителей Новосибирского электро-технического института.
Состоял в КПСС, был секретарём партбюро научных подразделений.
Был большим энтузиастом туристических походов и лыжного спорта. В память об Исае Абрамовиче лыжным клубом ИЯФ учреждён кубок Шехтмана.
Погиб в 1994 году в результате травм, полученных при нападении в подъезде собственного дома.

## Публикации
- V.L. Auslander, M.M. Karliner, A.A. Naumov, S.G. Popov, A.N. Skrinsky, I.A. Shekhtman. Phase Instability Of Intense Electron Beam In A Storage Ring (англ.) // Proc. HEACC'1965. — 1965. — С. 339.
- М.М. Карлинер, А.Н. Скринский, И.А. Шехтман. Условия устойчивости фазового движения сгустка в накопителях релятивистских частиц // ЖТФ. — 1968. — Т. 38. — С. 1945.
- V.G. Veshcherevich, M.M. Karliner, V.M. Petrov, I.K. Sedlyarov, I.A. Shekhtman. Accelerating Resonator for the VEPP-2 Storage Ring (англ.) // SLAC-TRANS-0103. — 1969.
- V.L. Auslander, G.I. Budker, I.B. Wasserman, N.S. Dikanskii, M.M. Karliner, M.D. Malev, S.I. Mishnev, V.A. Sidorov, A.N. Skrinsky, G.M. Tumaikin, A.G. Khabakhpashev, Yu.M. Shatunov, I.A. Shekhtman. Реконструкция установки со встречными электрон-позитронными пучками ВЭПП-2 // Proc. HEACC'1969. — 1969.
- G.I. Budker, M.M. Karliner, I.G. Makarov, S.N. Morozov, O.A. Nezhevenko, G.N. Ostreiko, I.A. Shekhtman. The Gyrocon: An Efficient Relativistic High Power VHF generator // Part. Accel.. — 1979. — Т. 10. — С. 41—59.
- И.А. Шехтман. Теория электромагнитного поля. Учебное пособие. — Новосибирск: ИЯФ-НГТУ, 1998. — 153 с. — 300 экз.